# 1953年日本の補欠選挙
1953年日本の補欠選挙（1953ねんにほんのほけつせんきょ）は、日本における立法府である参議院を構成する議員の欠員を補うため1953年に行われた補欠選挙である。

## 概要
補欠選挙は「議員の辞職あるいは死亡により欠員が生じた場合に行われる選挙」で、「当選人が得られなかった場合または当選人が不足した場合に、其の当選人の不足を補う」為に行われる再選挙と同様に公職選挙法第11章の「特別選挙｣に含まれている。1953年における補欠選挙は、7月に参院青森県選挙区で実施された。

## 7月30日実施補選
参院青森県選挙区で実施。笹森順造が当選した。

### 参院青森県選挙区補選
- 選挙事由：工藤鉄男参議院議員（自由党）の死去
- 立候補者：2人
- 当選者：笹森順造（改進党）

| 当落 | 候補者名   | 党派       | 得票数  | 得票率 |
| ---- | ---------- | ---------- | ------- | ------ |
| 当選 | 笹森順造   | 改進党     | 204,289 |        |
|      | 大沢喜代一 | 日本共産党 | 33,446  |        |
投票率：35.59％